# NGC 3214
NGC 3214 is een spiraalvormig sterrenstelsel in het sterrenbeeld Grote Beer. Het hemelobject werd op 9 maart 1874 ontdekt door de Britse astronoom Ralph Copeland.

## Synoniemen
- MCG 10-15-71
- ZWG 290.32
- PGC 30419